# Wspólnota administracyjna Schwanau
Wspólnota administracyjna Schwanau – wspólnota administracyjna (niem. Vereinbarte Verwaltungsgemeinschaft) w Niemczech, w kraju związkowym Badenia-Wirtembergia, w rejencji Fryburg, w regionie Südlicher Oberrhein, w powiecie Ortenau. Siedziba wspólnoty znajduje się w miejscowości Schwanau, przewodniczącym jej jest Johann Keller.
Wspólnota administracyjna zrzesza dwie gminy wiejskie:
- Meißenheim, 3 731 mieszkańców, 21,33 km²
- Schwanau, 6 846 mieszkańców, 38,33 km²